# Народная молодёжь (Португалия)
Народная молодёжь (порт. Juventude Popular) — португальская консервативная молодёжная политическая организация. Создана в 1974, аффилирована с партией СДЦ—НП. Активно участвовала в послереволюционной политической борьбе середины 1970-х. Стоит на позициях правой христианской демократии. Выдвигает радикальные установки правопопулистского толка. Оказывает серьёзное влияние на политический курс СДЦ—НП.

## Создание и противостояние
25 апреля 1974 Революция гвоздика свергла авторитарный режим Нового государства. В Португалии развернулась жёсткая политическая борьба. 19 июля 1974 к власти пришло леворадикальное правительство марксиста Вашку Гонсалвиша, поддерживаемое СССР и Португальской коммунистической партией (ПКП). В тот же день правые консерваторы во главе с Диогу Фрейташем ду Амаралом и Аделину Амару да Кошта учредили партию Социально-демократический центр, ныне Социально-демократический центр — Народная партия (СДЦ, СДЦ—НП). 9 августа 1974 была создана молодёжная организация СДЦ, принявшая название Центристская молодёжь (JC).
Членами JC становились молодые представители националистической интеллигенции и студенчества, выходцы из предпринимательских семей, крестьяне-фермеры Севера. Первым председателем JC стал Каэтану да Кунья Рейш. Программа JC в целом совпадала с доктриной СДЦ. Молодые центристы стояли на жёстко антикоммунистических и антисоциалистических позициях, отстаивали католические ценности, выступали в защиту национальных традиций, семьи и частной собственности. Они активно участвовали в событиях Жаркого лета, включая физические столкновения с коммунистами и леворадикалами.
В этом плане наиболее известен эпизод 4—5 ноября 1974. Боевики молодёжной организации ПКП и их ультралевые союзники пытались сорвать собрание JC в лиссабонском театре Сан-Луиш, после чего атаковали штаб-квартиру СДЦ. В ночь на 5 ноября произошёл погром и массовая драка. Активисты JC оказали упорное сопротивление. Собрание было проведено, столкновение закончилось разгромом партийного офиса, после чего нападавшие были отброшены. С обеих сторон получили ранения 26 человек. Это событие считается этапным в истории португальской консервативной партии и её молодёжной организации, отмечаются его годовщины.

## Идеи и кадры
С конца 1980-х политическое положение в Португалии в целом стабилизировалось. «Центристская молодёжь» выступала как структура социального развёртывания консервативной партии в молодёжной среде, пропаганды правых идей, мобилизации электората в период избирательных кампаний. В марте 1998 организация приняла нынешнее название Народная молодёжь (JP) — СДЦ тогда назывался Народной партией. JP стоит на христианско-демократических позициях, но более правых, нежели СДЦ в целом. Для организации характерен больший радикализм, более откровенное исповедание традиции Жаркого лета.
Активисты JP часто занимали впоследствии руководящие посты в СДЦ—НП (для партии португальских консерваторов характерны кадры молодого возраста). Мануэл Монтейру в 1986—1990 был председателем молодёжной организации, в 1992—1997 — председателем партии. Видные функционеры JC/JP Франсишку Лукаш Пиреш и Жозе Рибейру и Каштру (первый руководитель политкомиссии JC) возглавляли партию в 1983—1985 и 2005—2006. Позиция JP и её функционеров имеет серьёзное значение при выборе партийного лидера.
С декабря 2015 председателем JP являлся юрист Франсишку Родригеш душ Сантуш. Идеология и политика выдерживались в духе традиционализма и правого популизма. Родригеш душ Сантуш выступал против легализации абортов и сексуального воспитания в школах. Он акцентировал антикоммунистические мотивы, историческую память Жаркого лета и Ноябрьского кризиса 1975 (коммунисты критиковали JP как «салазаристскую» организацию). Политический стиль принял наступательный характер. При этом подчёркивалась модернистская ориентация, вплоть до рекомендаций по дресс-коду на мероприятиях — молодёжная мода вместо цивильных костюмов. Консервативные политики СДЦ—НП, вполне разделяя идеологические установки, критиковали Родригеша душ Сантуша за «хипстерский уклон».

## Курс 2020-х
На съезде СДЦ—НП в январе 2020 Франсишку Родригеш душ Сантуш был избран председателем партии. Его избрание было воспринято как взятие консерваторами однозначно правого курса, без прежних элементов центризма.
В исполнение обязанностей председателя JP Родригеша душ Сантуша сменил единомышленник и сотрудник Франсишку Мота, ранее возглавлявший городское отделение в Браге. Мота заявил о жёсткой оппозиции правительству Социалистической партии, призвал «без комплексов покончить с левым диктатом социализма и политкорректности». Он выразил намерение консолидировать португальскую молодёжь в политической борьбе перед муниципальными выборами.
7 марта 2021 председателем JP был избран юрисконсульт банковской ассоциации Франсишку Камаку, ранее возглавдявший лиссабонскую организацию JP. Он выступил с жёсткой критикой правления Социалистической партии. Основными задачами JP выделяет поддержку семьи, стимулирование рождаемости, избирательную реформу, утверждение Португалии как морской державы.
Поражение СДЦ—НП на парламентских выборах 2022 привело к отставке Родригеша душ Сантуша. Новым председателем партии был избран лидер правого крыла Нуну Мелу (один из критиков «хипстерства»). Франсишку Камаку поддержал на съезде его кандидатуру.
4 ноября 2022 Нуну Мелу выступил перед активистами JP в театре Сан-Луиш. В ответной речи Франсишку Камаку говорил о заслугах «храбрецов Сан-Луиша» перед португальской демократией, призывал восстанавливать влияние СДЦ—НП в опоре на эту традицию.

## Структура и связи
Численность JP к концу 2010-х годов достигала 18—20 тысяч человек. Крупнейшие организации действуют в Лиссабоне и Порту. Большинство активистов — студенты. В этой среде организация ведёт активную работу, предлагает максимальное развития частных систем образования, договорные отношения вузовских ассоциаций с государством, динамизацию образовательной системы как «социального лифта».
Основные оргструктуры JP — ячейки на уровне городов и фрегезий. Основные формы деятельности — исследования молодёжных проблем, разработка и политическое продвижение соответствующих проектов. Активно действуют «Университеты Народной молодёжи» — сеть исследовательских центров имени Гонсало Бегоньи (активист JP, погибший в 2003). Ежегодно присуждаются премии «Народной молодёжи».
«Народная молодёжь» входит в Международный союз молодых демократов и Молодёжь Европейской народной партии.
Покровителем «Народной молодёжи» считается Аделину Амару да Кошта.